# Cauneille
Cauneille – miejscowość i gmina we Francji, w regionie Nowa Akwitania, w departamencie Landy.
Według danych na rok 1990 gminę zamieszkiwało 679 osób, a gęstość zaludnienia wynosiła 44 osób/km² (wśród 2290 gmin Akwitanii Cauneille plasuje się na 591. miejscu pod względem liczby ludności, natomiast pod względem powierzchni na miejscu 737.).